# 大橋和夫 (フィギュアスケート選手)
大橋 和夫（おおはし かずお、1933年5月3日 - 1992年2月5日）は、現在の東京都文京区出身の男性フィギュアスケートの元選手。
フィギュアスケート審判員。日本スケート連盟理事。パティネ商会創業者。
フィギュアスケート選手の大橋美和子は、長女。立教大学経営学部卒。

## 経歴
1954年、第22回全日本フィギュアスケートジュニア選手権で優勝する。 
1955年、第23回全日本フィギュアスケート選手権で日本人男子選手として4年ぶりに全日本選手権者となる。
1957年、日本代表として西倉幸男、杉田秀男、上野純子、荒木祐子と共に6年ぶりに世界選手権に出場し、15位に終わる。
現役引退後の1959年に、アイススケートリンクの施工管理会社パティネ商会を創業する。
国際審判として活躍し、下記の世界選手権、冬季オリンピック大会の審判員を務めた。
- 1983年世界選手権 男子シングル、アイスダンス
- 1984年世界選手権 男子シングル、アイスダンス
- 1986年世界選手権 アイスダンス
- 1984年オリンピック
- 1988年オリンピック 女子シングル

また、伊藤みどりが世界のトップになるまで、「伊藤さんのジャンプは世界一の技術」と他国の審判へアピールをして支援していた。

## 主な戦績
| 大会/年         | 1949-50 | 1950-51 | 1951-52 | 1952-53 | 1953-54 | 1954-55 |
| --------------- | ------- | ------- | ------- | ------- | ------- | ------- |
| 全日本選手権    | 2       | 3       |         | 3       | 1       | 3       |
| 全日本Jr.選手権 |         |         |         |         | 1       |         |

## 著書
- 基本レッスン スケート　大修館書店 1988年11月
- 最新フィギュア・スケート技術百科　ヨゼフ・デェディッチ／著 大橋和夫／監訳 後藤忠弘／監訳 ベースボール・マガジン社 1978年11月